# Fundacja „Dbam o Zdrowie”
Fundacja „Dbam o Zdrowie” – organizacja pozarządowa założona w 2007 r. przez Pelion Healthcare Group (wówczas Polska Grupa Farmaceutyczna). 

## Cele i misja Fundacji „Dbam o Zdrowie”
Zasadniczym celem Fundacji „Dbam o Zdrowie” jest pomoc osobom znajdującym się w trudnej sytuacji życiowej lub materialnej oraz wszechstronna działalność w zakresie ochrony zdrowia oraz ratowania życia, w tym wsparcie i prowadzenie inicjatyw o charakterze zdrowotnym i edukacyjnym. 
Misją Fundacji „Dbam o Zdrowie” jest niwelowanie barier w dostępie do leków w Polsce zarówno pośród emerytów i rencistów cierpiących na różnorodne schorzenia, jak również pośród osób młodych: matek samotnie wychowujących dzieci, rodzin wielodzietnych, osób cierpiących na choroby przewlekłe.
Fundacja realizuje swoje cele poprzez finansowanie w całości lub części zakupu leków oraz środków medycznych osobom w trudnej sytuacji materialnej lub życiowej, związanej z koniecznością przyjmowania medykamentów. Narzędziem pomocy w codziennej pracy Fundacji „Dbam o Zdrowie” jest bezimienna karta o określonym nominale, umożliwiająca zakup leków i środków medycznych dostępnych w aptece, z wyłączeniem kosmetyków. 

## Działalność Fundacji „Dbam o Zdrowie”
„Razem możemy więcej” – konkurs grantowy skierowany do organizacji pozarządowych oraz innych instytucji działających w sektorze ochrony zdrowia i opieki społecznej. W ramach konkursu fundacja dofinansowuje projekty lokalne i ogólnopolskie, które są zorientowane wokół uświadamiania problemu społecznego, jakim są bariery w dostępie do leków oraz w sposób bezpośredni wspierają osoby najbardziej potrzebujące. Pozostałe cele konkursu to: propagowanie idei otwartości, wymiany wiedzy i doświadczeń organizacji pozarządowych między sobą, a także podejmowanie współpracy organizacji pozarządowych z innymi podmiotami w celu optymalnego rozwiązywania problemów społecznych.
„Podaruj zdrowie” – akcja skierowana do osób znajdujących się w trudnej sytuacji materialnej i życiowej, którym niezbędne jest dofinansowanie zakupu leków. Główne cele to wsparcie w zakupie leków, promowanie idei pomocy, uwrażliwienie społeczności lokalnej na problemy osób starszych, niepełnosprawnych, ubogich i najbardziej potrzebujących oraz podkreślenie problemu barier w dostępie do leków i zaakcentowanie konsekwencji zaniechania terapii.
„Samotna mamo, nie jesteś sama!” – współpraca z piętnastoma Domami Samotnych Matek z Krakowa, Łodzi, Warszawy, Otwocka, Płocka, Poznania, Wrocławia, Koszalina, Gdańska i Zielonej Góry, mająca na celu pomoc matkom samotnie wychowującym dzieci w zakupie leków 
i materiałów medycznych oraz udzielenie wsparcia merytorycznego w obszarze rozwoju osobistego (spotkania z zakresu autoprezentacji i motywacji, efektywnego poszukiwania pracy oraz gospodarowania czasem).
„Zostań darczyńcą” – projekt w całości dedykowany dzieciom i dorosłym, cierpiącym na choroby nieuleczalne, w przypadku których koszty terapii  przewyższają możliwości finansowe. Podopiecznym za pośrednictwem fundacji przekazać można 1% podatku.
Wieczory charytatywne organizowane raz do roku z udziałem przedstawicieli środowiska biznesu, farmacji, medycyny, nauki i kultury. Zebrane środki przekazywane są każdorazowo na rzecz innej organizacji partnerskiej. 
DOZ Maraton Łódzki z PZU – wydarzenie będące połączeniem imprezy sportowej i akcji promującej zdrowy i aktywny tryb życia oraz nowoczesną charytatywność. Biegacze mogą wziąć udział w biegu maratońskim (42 km 195 m) oraz biegu na dystansie 10 km. 

## Współpraca z organizacjami pozarządowymi
Fundacja „Dbam o Zdrowie” współpracuje z licznymi organizacjami partnerskimi, takimi jak Caritas Polska, Fundacja ISKIERKA, Łódzkie Hospicjum dla Dzieci, Towarzystwo Pomocy im. św. Brata Alberta, Stowarzyszenie Wzajemnej Pomocy Agape, J-elita Polskie Towarzystwo Wspierania Osób z Nieswoistymi Zapaleniami Jelita, „Wspólna Droga” United Way Polska, Stowarzyszenie LIVER. Współpraca z innymi organizacjami samorządowymi zorientowana jest na wymianę doświadczeń oraz dotarcie z pomocą do szerszej grupy potrzebujących.